# Leucopternis melanops
La poiana faccianera (Leucopternis melanops (Latham, 1790)) è un uccello rapace della famiglia degli Accipitridi, diffuso in Sud America.

## Descrizione
È un rapace di piccola taglia, lungo 35–43 cm e con un'apertura alare di 65–78 cm.

## Biologia
Le sue abitudini alimentari sono poco studiate, ma si suppone si nutra in prevalenza di rettili.

## Distribuzione e habitat
La specie ha un ampio areale neotropicale che si estende in  Colombia, Ecuador, Guyana francese, Guyana, Suriname, Perù, Venezuela e Brasile.